# مالكوم مانلي
مالكوم مانلي (بالإنجليزية: Malcolm Manley)‏ (1 ديسمبر 1949 في المملكة المتحدة - ) هو لاعب كرة قدم بريطاني في مركز قلب الدفاع. لعب مع ليستر سيتي ونادي بورتسموث.

## وصلات خارجية
- مالكوم مانلي على موقع قاعدة بيانات كرة القدم.إي يو (الإنجليزية)